# Chikkandavadi, Holalkere
Chikkandavadi là một làng thuộc tehsil Holalkere, huyện Chitradurga, bang Karnataka, Ấn Độ.